# Perania robusta
Perania robusta är en spindelart som beskrevs av Peter J. Schwendinger 1989. Perania robusta ingår i släktet Perania och familjen Tetrablemmidae.
Artens utbredningsområde är Thailand. Inga underarter finns listade i Catalogue of Life.